# Luigi Ferrara
 Luigi Ferrara é um personagem do filme 007 Somente Para Seus Olhos, 12° da série cinematográfica do espião britânico James Bond, criado por Ian Fleming.

## Características
Ferrara é o contato de Bond em Cortina d'Ampezzo, no norte da Itália. Sem parecer ter grande habilidade para o trabalho, ele elogia Aristotle Kristatos para Bond como um de seus melhores contatos no lugar, quando na verdade Kristatos é o principal vilão da história. Tem a tendência a ficar divagando, frustando 007 em diversas ocasiões sem ir ao ponto que interessa na investigação e parece paranóico, sempre achando que está sendo sempre seguido ou escutado.

## No filme
Ferrara faz contato com Bond assim que ele chega a Cortina, informando-o das várias atividades de Emile Locque, o assassino que 007 persegue e que contratou a morte dos pais de Melina Havelock, a mando do vilão Kristatos. Erroneamente, ele promove um encontro de Bond com Kristatos, a quem acredita ser um bom informante, e Kristatos os engana, dizendo ser Locque um homem do contrabandista Columbo, quando na verdade ele serve ao próprio Kristatos. Mais tarde ele leva Bond ao encontro de Bibi Dahl, a patinadora protegida do vilão, para se despedir; depois de Dahl se retirar, ele é caçado por jogadores mascarados de hóquei no gelo dentro do ringue de patinação mas acaba se livrando dos três. Quando volta ao carro para sair dali com Ferrara, vê que seu contato está morto. A morte entristece 007, que a acredita desnecessária, sendo Ferrara na verdade um homem com pouca informação e experiência; quando ele finalmente cerca Loque, o assassino, dentro de um carro pendurado no despenhadeiro, lhe joga o pin com a figura de um pombo que foi deixada no corpo do colega, devolvendo-o em nome de Ferrara, e empurra o carro com o assassino dentro para o abismo.